# کولت بسون
کولت بسون (فرانسوی: Colette Besson‎؛ ۷ آوریل ۱۹۴۶ – ۹ اوت ۲۰۰۵) دونده اهل فرانسه بود.
وی در مسابقات کشوری و بین‌المللی در مجموع برندهٔ ۲ مدال طلا، ۲ مدال نقره شده‌است.